# TJ Iskra Borčice
Telovýchovná jednota Iskra Borčice w skrócie TJ Iskra Borčice – słowacki klub piłkarski grający w trzeciej lidze słowackiej, mający siedzibę we wsi Borčice.

## Historia
Klub został założony w 1951 roku. W sezonie 2013/2014 klub wywalczył historyczny awans do trzeciej ligi słowackiej. Z kolei w sezonie 2015/2016 zaliczył roczny epizod w drugiej lidze.

## Historyczne nazwy
- 1951 – Sokol Borčice
- 1990 – TJ Iskra Borčice (Telovýchovná jednota Iskra Borčice)

## Stadion
Domowe mecze klub rozgrywa na stadionie o nazwie Štadión TJ Iskra Borčice, położonym we wsi Borčice. Stadion może pomieścić 2500 widzów.